# Takahashi Minami
Takahashi Minami (高橋 みなみ) sinh ngày 8 tháng 4 năm 1991 tại Tokyo, Nhật Bản là nữ ca sĩ thần tượng, diễn viên người Nhật Bản. Cô là cựu đội trưởng Team A và Tổng quản lý của nhóm nhạc đình đám AKB48. Cô từng là một phần của đội hình chính cho single của AKB48 và nhóm phụ no3b, cùng với các thành viên AKB48 là Kojima Haruna và Minegishi Minami.

## Sự nghiệp âm nhạc
Tháng 8 năm 2005, Takahashi trở thành một trong những 30 ứng viên cuối cùng của HoriPro Talent Contest 15, nhưng cô đã không giành chiến thắng giải Grand-Prix của cuộc thi. Trong tháng 10 năm 2005, cô tham gia trong buổi thử giọng đầu tiên của AKB48 và đánh bại 7.924 ứng viên khác để được chọn là một trong 24 thành viên sáng lập của nhóm. Theo Togasaki Tomonobu, người quản lý của Nhà hát AKB48, cô đã có hai lợi thế không chính thức: Sinh nhật của cô (ngày 08 tháng 4; 1991/04/08) và chiều cao của cô (148 cm) chứa các số "48". Cô ra mắt với Team A vào ngày 08 tháng 12 năm 2005.
Trong năm 2008, các thành viên no3b, bao gồm cả Takahashi, xuất hiện trong các bộ phim truyền hình Tokyo Men Dol. Cô đóng vai chính như Nami / Kai trong bộ phim truyền hình này.
Ngày 23 tháng 8 năm 2009, Takahashi đã chính thức được công bố như là đội trưởng của AKB48 của đội A. Ngày 24 tháng tám 2012, Shinoda Mariko thay thế cô là đội trưởng của đội A và Takahashi Minami đã làm Tổng quản lý của cả AKB48 bao gồm tất cả các nhóm chị em.
Takahashi xuất hiện thường xuyên trong các single của AKB48 là một trong những thành viên chính của nhóm. Ngoài ra, Minami thường xuyên đại diện cho AKB48 trên các chương trình truyền hình như Music Station, và trong khác của sự kiện công khai của nhóm. Cô cũng đã lên kế hoạch tham gia vào 3 ngày sự kiện live concert của AKB48 có tựa đề "Takamina ni tsuite ikimasu" (たかみなについて行きます, "Chúng tôi sẽ theo Takamina"), được tổ chức vào ngày 25 đến 27 tháng 3 năm 2011 tại Yokohama Arena nhưng đã bị hủy bỏ do Tōhoku bị trận động đất và sóng thần năm 2011.
Ngày 25 tháng 8 năm 2012, ngày thứ hai của AKB48 Tokyo Dome Concert, nó đã được công bố bởi Max Hole mà Takahashi sẽ ra mắt solo của mình với công ty, thông qua nhãn Nayutawave được ghi của nó. Đĩa đơn, có tiêu đề "Jane Doe ", được phát hành vào ngày 03 Tháng 4, năm 2013. Đây là bài hát chủ đề mở đầu cho bộ phim truyền hình Fuji Television Saki, mà diễn viên là Nakama Yukie.
Ngày 08 Tháng 12 năm 2014, nhân kỷ niệm lần thứ 9 của AKB48 Theater, Takahashi khẳng định rằng bản thân rằng cô sẽ chính thức rời khỏi AKB48. Đúng một năm sau đó, ngày 08 Tháng Mười Hai năm 2015, kỷ niệm 10 năm nhà hát AKB48, Yokoyama Yui chính thức trở thành Tổng quản của AKB48.
Ngày 25 tháng 10 năm 2015, trong khi bắt tay và ký tặng sự kiện tại Thái Bình Dương Yokohama đã công bố các chi tiết của AKB48's 42nd Single và Request Hour năm 2016. 42nd Single được phát hành ngày 9 tháng 12 năm 2015.

## Phim đã tham gia
HUNTER ~Sono Onnatachi, Shoukin Kasegi~ (KTV, 2011, ep9) 
Sakura kara no Tegami as herself (NTV, 2011) 
Honto ni Atta Kowai Hanashi Raincoat no Onna (Fuji TV, 2010) 
Majisuka Gakuen as Minami (TV Tokyo, 2010) 
Mendol (TV Tokyo, 2008) 
SAITOU san (NTV, 2008)